# セゲン地域民族県
セゲン地域民族県（セゲンちいきみんぞくけん、アムハラ語: የሰገን አካባቢ ህዝቦች ዞን、英語: Segen Area Peoples Zone）は、エチオピア南部諸民族州にかつて存在した県である。県庁所在地はセゲン（旧称グマデ）。面積は6,311平方キロメートル。人口は2007年国勢調査によると約67万人、国勢調査の結果を基にした2017年の人口投影では約73万人と推定されている。
コンソ特別郡、ディラシェ特別郡、アマロ特別郡、ブルジ特別郡、アレ郡を管轄する県として成立した。コンソ郡の分離により瓦解した。

## 歴史

### 形成
民族連邦主義を標榜する1995年エチオピア憲法施行後、コンソ、ディラシェ、アマロ、ブルジの4郡は特別郡として、どの県にも属さず州の直轄下にあった（通常の郡は州の下位にあたる県に所属している）。各郡の民族構成は、2007年国勢調査によると以下のとおりであった。
- コンソ特別郡：コンソ人（87%）、アレ人[注釈 2]（9.8%）
- ディラシェ特別郡：アレ人（28%）、ギドレ人（26%）、デラシェ人（19%）、モシイェ人（10%）
- アマロ特別郡：コレ人（98%）
- ブルジ特別郡：ブルジ人（96%）

このうちアレ人は独自の郡創設を長年にわたって要求し、2010年に与党南エチオピア人民民主運動（SEPDM）に認められた。2011年3月にコンソ特別郡とディラシェ特別郡の一部の村を統合し、アレ郡が発足した。しかしアレ郡は通常の郡であるため、県に所属する必要があった。隣接する南オモ県に編入を提案するも拒否された。また特別郡への昇格も検討されたがコストの関係で断念された。そこで連邦政府は新たな県を作ることを決定し、2011年3月28日にアレ郡、コンソ特別郡、ディラシェ特別郡、アマロ特別郡、ブルジ特別郡を管轄するセゲン地域民族県が形成された。セゲン地域民族県の設置は4特別郡の「降格」を意味していたが、各特別郡と協議することなくSEPDM主導で進められた。

### コンソ人の反発と県庁所在地を巡る論争
県の人口の3分の1を占めるコンソ人の反発は大きく、12人からなる委員会が発足し州と連邦政府に対しコンソ県の創設を要求した。連邦政府は分離運動を抑えるために治安部隊を派遣し、2016年には委員会メンバーのコンソ人の伝統的指導者を逮捕した。
県庁所在地に関しても論争が存在した。コンソ人と他の民族は、すべての郡からアクセスでき、インフラも整ったコンソ郡のカラティ（コンソ）を主張したが、州議会はコンソ、ディラシェ、アマロ、ブルジの四郡境付近のグマデ（グマイデとも）を選んだ。グマデは山奥の農村でカラティを経由しないと到達することができない遠隔地であったため、県の発展を阻害した。またグマデと隣接するコンソ郡の9村、ディラシェ郡の1村、アマロ郡の3村、ブルジ郡の4村を統合しセゲン市が発足した。このセゲン市は1994年以前に存在したグマデ郡の領域と等しく、1995年以降4郡に分割されていた旧グマデ郡の住人は歓迎した。

### 解体
2014年から始まったコンソ人の分離運動は4年後の2018年に実を結び、州議会はコンソ郡の分離を決定した。分離に先立ち同年6月にセゲン市は解体された。解体に反発するセゲン市民は「グマデ民族特別郡返還委員会」を結成し、グマデ特別郡の創設を目指して抗議運動を展開した。11月、コンソ郡はコンソ県として分離した。残留した4郡は州議会と協議を重ね、それぞれ特別郡として県から離脱した。
分離後のコンソ県ではアレ郡の分離に反対する武装グループやグマデの過激派が活動しており、情勢は非常に不安定である（コンソ民族紛争）。2020年11月の紛争では10万人以上の難民が発生した。

## 行政区画
5郡（Woreda）から成り立っていた。かつて特別郡であった4郡は通常の郡に降格していた。
- アレ郡（フランス語版）（Alle）
- アマロ郡（英語版）（Amaro）
- ブルジ郡（英語版）（Burji）
- ディラシェ郡（Dirashe）
- コンソ郡（英語版）（Konso）